# Johann (II.) von Pasqualini
Johannes von Pasqualini, auch Johann von Paqualini der Jüngere (* 25. September 1562; † 1612 in Düsseldorf), war ein deutscher Architekt und Festungsbaumeister in den Vereinigten Herzogtümern Jülich-Kleve-Berg.

## Herkunft
Johann von Pasqualini der Jüngere war ein Sohn des Architekten Maximilian von Pasqualini aus dessen zweiter Ehe mit Ida Tack (auch Tacke; ⚭ um 1560; † 17. Mai 1601 in Xanten). Sein Vater war im Amt des obersten Landesbaumeisters der Herzogtümer Jülich-Kleve-Berg dem Großvater Johanns, dem italienischen Festungsbaumeister Alessandro Pasqualini, nachgefolgt und hatte mit Johanns Onkel Johann von Pasqualini dem Älteren die zweite Generation der Architektendynastie Pasqualini begründet. Johann von Pasqualini der Jüngere und sein Bruder Alexander von Pasqualini (* 1567; † nach 1620), von dessen Bau- und Planungstätigkeit allerdings nur wenig bekannt ist, bildeten die dritte Architektengeneration der Pasqualinis.

## Leben
Johann wurde von seinem Vater zur Ausbildung ins Ausland geschickt. Nach Rückkehr erhielt er etwa 1586 seine Bestallung als herzoglicher Generalbaumeister von Jülich-Kleve-Berg. 1588 betraute ihn sein erster Dienstherr, Herzog Wilhelm der Reiche, mit dem Festungsausbau der Freiheit Mülheim. Als Wilhelm 1592 starb, kamen die Arbeiten zum Ausbau Mülheims zum Erliegen. Erst 1692 wurden seine Planungen wieder aufgegriffen. Mit dem Tod Wilhelms des Reichen fiel ihm die Aufgabe zu, dessen prunkvolles Leichenbegräbnis unter dem Chor der Düsseldorfer Stiftskirche St. Lambertus vorzubereiten. Als Erbauer der Gruft des Herzogs nennt ihn eine Inschrift auf deren Westwand mit dem Datum 1592. In den folgenden Jahren entstand dort das noch heute erhaltene Renaissance-Grabmal. Im Übrigen beschränkte sich Johanns Tätigkeit auf den Festungsbau. So leitete er bis zu seinem Tod die Arbeiten an den Festungen von Düsseldorf, Sittard, Heinsberg, Jülich, Brüggen und Monschau. Darüber hinaus wurde er von den Städten Wesel (ab 1587), Lübeck (1595/1596) und Köln (1602/1604) als beratender Festungsingenieur beauftragt, Gutachten und Pläne zu erstellen. Etwa zur selben Zeit wie Köln bat ihn Lothar von Metternich, der Kurfürst von Trier, um ein Gutachten zum Aus- und Umbau der Festung Ehrenbreitstein.
Johann hatte seinen Wohnsitz in Düsseldorf. Nach Abschluss eines Heiratsvertrag vom 3. April 1590, der als Brautschatz  verschiedene Grundstücke und ein Rentenpapier über 600 Goldgulden, als Morgengabe 200 Taler sowie als Ehesteuer die Einnahmen aus dem klevischen „Nottengut“ bei Marienbaum vorsah, heiratete er Emerentia (Imgen) Raesfeld (van Raesfeldt), die jüngste Tochter des Bocholter Notars und Stadtsekretärs Johann Raesfeld und der Hillegunde Smysken, einer Schwester des Bocholter Bürgermeisters Heinrich Smysken, welcher mit Wilhelma Tacke, Johanns Tante, verheiratet war. Aus der Ehe mit Emerentia gingen zwei Söhne hervor, Maximilian (* 25. Juni 1592) und Johann (* 14. Januar 1595; † 1626 in Ungarn), die zum Zeitpunkt des Todes ihres Vaters im Jahr 1612 in Düsseldorf weilten. Während Johann eine Militärlaufbahn im kaiserlichen Heer Wallensteins beschritten zu haben scheint, führte Maximilian das geruhsame Leben eines Landadeligen in Bocholt, wo er sich 1616 mit Anna Margareta von Lintelo vermählte.